# Neptunea subdilatata
Neptunea subdilatata is een slakkensoort uit de familie van de Buccinidae. De wetenschappelijke naam van de soort is voor het eerst geldig gepubliceerd in 1936 door Yen.